# Nitro (Virginie-Occidentale)

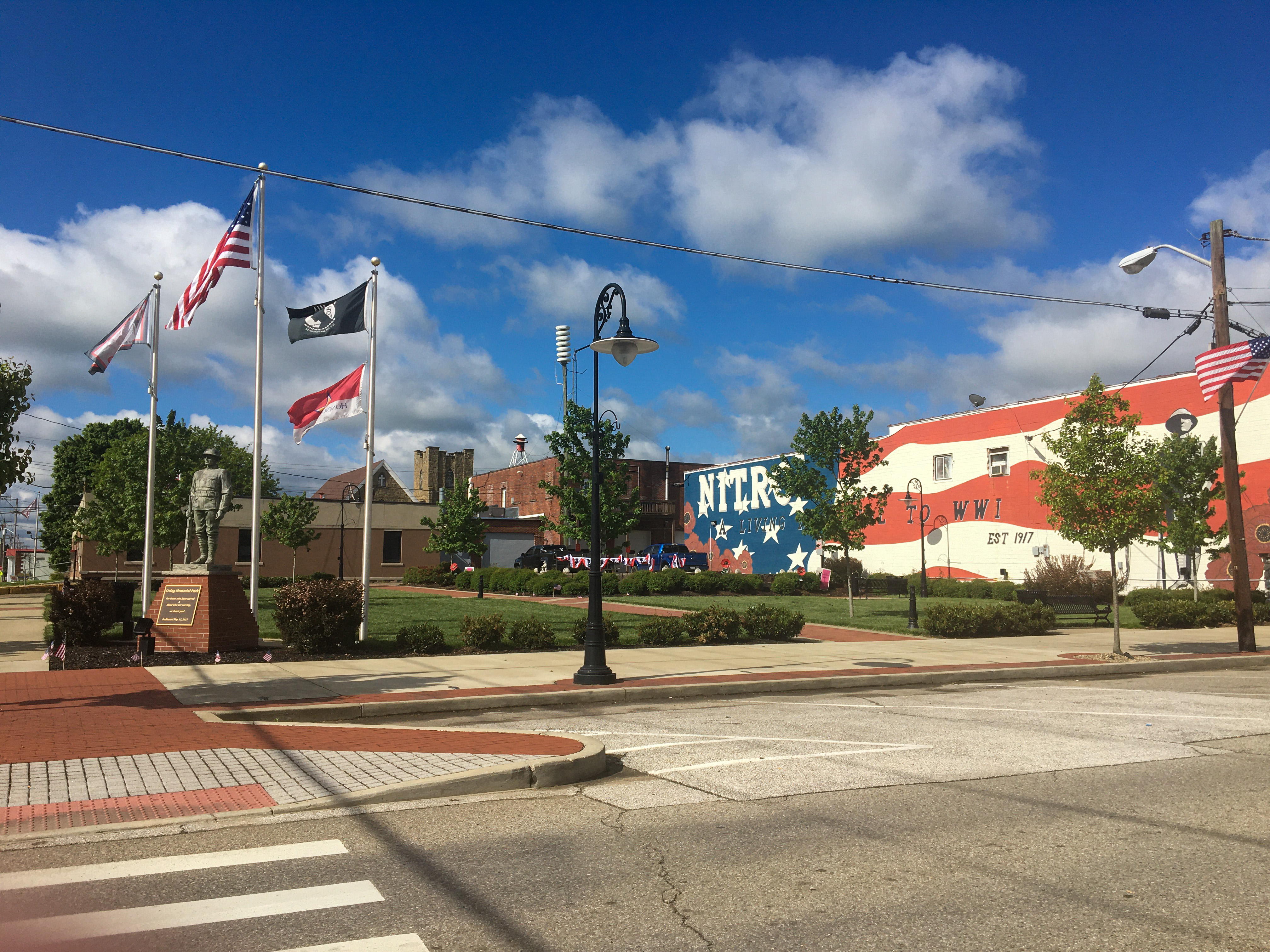
Parc commémoratif vivant à Nitro, WV

Pour les articles homonymes, voir Nitro.
La ville de Nitro est située dans les comtés de Putnam et Kanawha, dans l’État de Virginie-Occidentale, aux États-Unis. Sa population s’élevait à 7 178 habitants lors du recensement de 2010, estimée à 6 462 habitants en 2018.

## Histoire
Nitro se développe fortement durant la Première Guerre mondiale en raison de la présence d'usines d'explosifs, auxquelles la ville doit son nom.
Nitro a été incorporée en 1932.

## Démographie
| Groupe            | Nitro | Virginie-Occidentale | États-Unis |
| ----------------- | ----- | -------------------- | ---------- |
| Blancs            | 94,7  | 93,9                 | 72,4       |
| Noirs             | 2,3   | 3,4                  | 12,6       |
| Métis             | 1,4   | 1,5                  | 2,9        |
| Asiatiques        | 0,6   | 0,7                  | 4,8        |
| Autres            | 0,6   | 0,4                  | 6,2        |
| Amérindiens       | 0,5   | 0,2                  | 0,9        |
| Total             | 100   | 100                  | 100        |
|                   |       |                      |            |
| Latino-Américains | 1,6   | 1,2                  | 16,7       |

Selon l'American Community Survey, pour la période 2011-2015, 99,45 % de la population âgée de plus de 5 ans déclare parler l'anglais à la maison, 0,39 % déclare parler l'espagnol et 0,16 % le coréen.